# Famaillá (Tucumán)
Famaillá is een plaats in het Argentijnse bestuurlijke gebied Famaillá in de provincie Tucumán. De plaats telt 30.951 inwoners.